# Чемпіонат Європи з футболу 2012 (склади команд)/Чехія
Склад збірної Чехії на чемпіонаті Європи 2012
| №               | Гравець               | Клуб (у 2012)        | Дата народження | Вік      | Ігор                  | Голів                 |                       |
| Воротарі        | Воротарі              | Воротарі             | Воротарі        | Воротарі | Воротарі              | Воротарі              | Воротарі              |
| --------------- | --------------------- | -------------------- | --------------- | -------- | --------------------- | --------------------- | --------------------- |
| 1               | Петр Чех              | «Челсі»              | 20 травня 1982  | 30       | 90                    | 0                     |                       |
| 16              | Ян Лаштувка           | «Дніпро»             | 7 липня 1982    | 29       | 1                     | 0                     |                       |
| 23              | Ярослав Дробний       | «Гамбург»            | 18 жовтня 1979  | 32       | 6                     | 0                     |                       |
| Захисники       |                       |                      |                 |          |                       |                       |                       |
| 2               | Теодор Гебре Селассіє | «Слован» (Ліберець)  | 24 грудня 1986  | 25       | 10                    | 0                     |                       |
| 3               | Міхал Кадлець         | «Баєр 04»            | 13 грудня 1984  | 27       | 34                    | 8                     |                       |
| 4               | Марек Сухий           | «Спартак» (Москва)   | 29 березня 1988 | 24       | 4                     | 0                     |                       |
| 5               | Роман Губник          | «Герта»              | 6 червня 1984   | 28       | 22                    | 2                     |                       |
| 6               | Томаш Сівок           | «Бешикташ»           | 15 вересня 1983 | 28       | 26                    | 3                     |                       |
| 8               | Давид Лімберський     | «Вікторія» (Пльзень) | 6 жовтня 1983   | 28       | 9                     | 0                     |                       |
| 12              | Франтішек Райторал    | «Вікторія» (Пльзень) | 12 березня 1986 | 26       | 3                     | 0                     |                       |
| Півзахисники    |                       |                      |                 |          |                       |                       |                       |
| 9               | Ян Резек              | «Анортосіс»          | 5 травня 1982   | 30       | 13                    | 3                     |                       |
| 10              | Томаш Росицький       | «Арсенал»            | 4 жовтня 1980   | 31       | 85                    | 20                    |                       |
| 11              | Мілан Петржела        | «Вікторія» (Пльзень) | 19 червня 1983  | 28       | 10                    | 0                     |                       |
| 13              | Ярослав Плашил        | «Бордо»              | 5 січня 1982    | 30       | 71                    | 6                     |                       |
| 14              | Вацлав Піларж         | «Вольфсбург»         | 13 жовтня 1988  | 23       | 9                     | 1                     |                       |
| 17              | Томаш Гюбшман         | «Шахтар» (Донецьк)   | 4 вересня 1981  | 30       | 43                    | 0                     |                       |
| 18              | Даніел Коларж         | «Вікторія» (Пльзень) | 27 жовтня 1985  | 26       | 11                    | 1                     |                       |
| 19              | Петр Їрачек           | «Вольфсбург»         | 2 березня 1986  | 26       | 8                     | 1                     |                       |
| 22              | Владімір Даріда       | «Вікторія» (Пльзень) | 8 серпня 1990   | 21       | 2                     | 0                     |                       |
| Нападники       |                       |                      |                 |          |                       |                       |                       |
| 7               | Томаш Нецид           | ЦСКА (Москва)        | 13 серпня 1989  | 22       | 26                    | 7                     |                       |
| 15              | Мілан Барош           | «Галатасарай»        | 28 жовтня 1981  | 30       | 89                    | 41                    |                       |
| 20              | Томаш Пекгарт         | «Нюрнберг»           | 26 травня 1989  | 23       | 10                    | 0                     |                       |
| 21              | Давид Лафата          | «Бауміт»             | 18 вересня 1981 | 30       | 18                    | 3                     |                       |
| Головний тренер |                       |                      |                 |          |                       |                       |                       |
| Чехія           | Міхал Білек           |                      | 13 квітня 1965  | 47       | Середній вік гравців: | Середній вік гравців: | Середній вік гравців: |
|                 |                       |                      |                 |          |                       |                       |                       |

| Гравців національного чемпіонату: | Гравців національного чемпіонату: | 7    |
|                                   | «Вікторія» (Пльзень)              | 5    |
|                                   | «Бауміт», «Слован» (Ліберець)     | по 1 |
| Легіонерів:                       | Легіонерів:                       | 16   |
|                                   | Німеччина                         | 6    |
|                                   | Англія, Росія, Туреччина, Україна | по 2 |
|                                   | Кіпр, Франція                     | по 1 |